# NGC 5191
NGC 5191 is een spiraalvormig sterrenstelsel in het sterrenbeeld Maagd. Het hemelobject werd op 5 mei 1883 ontdekt door de Amerikaanse astronoom George Washington Hough.

## Synoniemen
- MCG 2-34-26
- ZWG 73.3
- NPM1G +11.0353
- PGC 47498